# Guisa (Cuba)
Guisa es uno de los trece municipios que componen la Provincia de Granma, en el oriente de Cuba.

## Extensión y población
Cuenta con una extensión territorial de 596, 15 km² y aproximadamente 46, 879 habitantes.

## Historia
El poblado fue fundado a mediados del siglo XVIII, en 1765. Durante el último tercio del siglo XIX, se desarrollaron las tres guerras de independencia de Cuba. 
Guisa, al encontrarse en el oriente del país y muy próximo a la Sierra Maestra, fue objeto de numerosas operaciones bélicas durante este período, entre ellas, la más destacada fue la Toma de Guisa (1897), por las fuerzas del Lugarteniente General cubano Calixto García. 
También, durante la guerra de la Revolución cubana (1956-1959), ocurrió la decisiva victoria rebelde en la Batalla de Guisa (1958). 

## Economía
Tanto la economía de Guisa, como la de la provincia a la que pertenece, son fundamentalmente agrícolas. 